# Sternotomis bohemanni
Sternotomis bohemanni is een keversoort uit de familie boktorren (Cerambycidae).

## Kenmerken
Deze boktor heeft een fraaie tekening van licht- en donkerbruine vlekken. Verder heeft het dier de voor boktorren kenmerkende lange antennen, die langs het lichaam naar achteren gaan.

## Verspreiding en leefgebied
Deze soort komt voor in tropisch Afrika.